# Саїду Сов
Саїду Сов (фр. Saïdou Sow, нар. 4 липня 2002, Конакрі) — гвінейський футболіст, центральний захисник французького «Страсбура» та національної збірної Гвінеї. На умовах оренди грає за «Нант».

## Клубна кар'єра
Народився 4 липня 2002 року в місті Конакрі. З 2016 року займався у Франції у футбольній школі клубу «Сент-Етьєн». Дорослу футбольну кар'єру розпочав 2020 року в основній команді того ж клубу.

## Виступи за збірну
2020 року дебютував в офіційних матчах у складі національної збірної Гвінеї.
У складі збірної був учасником Кубка африканських націй 2021, що проходив на початку 2022 року в Камеруні, взявши участь у трьох іграх турніру.
| Дата       | Місто                | Господарі  | Результат | Гості        | Турнір                                        | Голи | Примітки |
| ---------- | -------------------- | ---------- | --------- | ------------ | --------------------------------------------- | ---- | -------- |
| 10-10-2020 | Фару                 | Кабо-Верде | 1 – 2     | Гвінея       | товариський матч                              | -    | 54'      |
| 15-11-2020 | Нджамена             | Чад        | 1 – 1     | Гвінея       | Відбір до Кубка африканських націй 2021       | -    | 54' 82'  |
| 31-5-2021  | Анталія              | Туреччина  | 0 – 0     | Гвінея       | товариський матч                              | -    |          |
| 8-6-2021   | Манавгат             | Косово     | 1 – 2     | Гвінея       | товариський матч                              | -    |          |
| 11-6-2021  | Манавгат             | Нігер      | 1 – 2     | Гвінея       | товариський матч                              | -    | 46'      |
| 9-10-2021  | Агадір               | Гвінея     | 2 – 2     | Судан        | Відбір до ЧС 2022                             | -    |          |
| 12-11-2021 | Конакрі              | Гвінея     | 0 – 0     | Гвінея-Бісау | Відбір до ЧС 2022                             | -    |          |
| 6-1-2021   | Кігалі               | Руанда     | 0 – 2     | Гвінея       | товариський матч                              | -    |          |
| 10-1-2021  | Бафусам              | Гвінея     | 1 – 0     | Малаві       | Кубок африканських націй 2021 - груповий етап | -    | 71'      |
| 14-1-2022  | Бафусам              | Сенегал    | 0 – 0     | Гвінея       | Кубок африканських націй 2021 - груповий етап | -    |          |
| 24-1-2022  | Бафусам              | Гвінея     | 0 – 1     | Гамбія       | Кубок африканських націй 2021 - 1/8 фіналу    | -    |          |
| 5-6-2022   | Каїр                 | Єгипет     | 1 – 0     | Гвінея       | Відбір до Кубка африканських націй 2023       | -    |          |
| 24-3-2023  | Касабланка           | Гвінея     | 2 – 0     | Ефіопія      | Відбір до Кубка африканських націй 2023       | -    |          |
| 27-3-2023  | Рабат                | Ефіопія    | 2 – 3     | Гвінея       | Відбір до Кубка африканських націй 2023       | -    |          |
| 14-6-2023  | Марракеш             | Гвінея     | 1 – 2     | Єгипет       | Відбір до Кубка африканських націй 2023       | -    |          |
| 17-6-2023  | Курналя-да-Льобрегат | Бразилія   | 4 – 1     | Гвінея       | товариський матч                              | -    |          |
| 9-9-2023   | Лілонгве             | Малаві     | 2 – 2     | Гвінея       | Відбір до Кубка африканських націй 2023       | 1    | 46'      |
| 13-10-2023 | Сетубал              | Гвінея     | 1 – 0     | Гвінея-Бісау | товариський матч                              | -    |          |
| 17-10-2023 | Фару                 | Гвінея     | 1 – 1     | Габон        | товариський матч                              | -    |          |
| 17-11-2023 | Беркан               | Гвінея     | 2 – 1     | Уганда       | Відбір до ЧС 2026                             | -    |          |
| 21-11-2023 | Франсистаун          | Ботсвана   | 1 – 0     | Гвінея       | Відбір до ЧС 2026                             | -    |          |
| 23-1-2024  | Ямусукро             | Гвінея     | 0 – 2     | Сенегал      | Кубок африканських націй 2023 - груповий етап | -    |          |
| 6-6-2024   | Алжир                | Алжир      | 1 – 2     | Гвінея       | Відбір до ЧС 2026                             | -    |          |
| 10-6-2024  | Ель-Джадіда          | Гвінея     | 0 – 1     | Мозамбік     | Відбір до ЧС 2026                             | -    |          |
| 12-10-2024 | Абіджан              | Гвінея     | 4 – 1     | Ефіопія      | Відбір до Кубка африканських націй 2025       | -    |          |
| 15-10-2024 | Абіджан              | Ефіопія    | 0 – 3     | Гвінея       | Відбір до Кубка африканських націй 2025       | -    | 65'      |
| 16-11-2024 | Абіджан              | Гвінея     | 1 – 0     | ДР Конго     | Відбір до Кубка африканських націй 2025       | -    |          |
| 19-11-2024 | Дар-ес-Салам         | Танзанія   | 1 – 0     | Гвінея       | Відбір до Кубка африканських націй 2025       | -    |          |
| Усього     |                      | Матчів     | 28        |              | Голів                                         | 1    |          |